# Пилові кліщі
Пилові кліщі — синантропні кліщі, що мешкають в оселях людей, продукти життєдіяльності яких здатні викликати алергічну реакцію у людей — кліщову сенсибілізацію.

## Опис
Розмір кліщів коливається від 0,1 до 0,5 мм. Широко поширені по всій земній кулі. Нормальний цикл їхнього життя становить близько 65-80 днів, самка за один раз відкладає приблизно 60 яєць. Ідеальним середовищем існування є гнізда птахів, дупла тварин, людська оселя з температурою 18-25 ° C та оптимальною вологістю у 70—80%.
Кліщі домашнього пилу — одна з найчастіших причин астми. Ці павукоподібні живуть в матрацах і килимах, тканинній оббивці мяких меблів, тканинних дитячих іграшках і харчуються відмерлими клітинами епітелію шкіри, які людина втрачає щодня в кількості приблизно 1,5 г.
Випорожнення кліщів містять травні ензими: білки Der f1 і Der p1 які, потрапляючи з пилом у дихальні шляхи сприяють руйнуванню клітин людської шкіри — організм, захищаючись від таких чинників виробляє імунну відповідь. Пил, який містить випорожнення кліщів може викликати сильні алергічні реакції у деяких людей. Кліщі живуть насамперед у килимах, подушках, матрацах, ковдрах, диванах тощо. Саме їх екскременти діаметром близько 30 мікрон, що містять антиген P1, викликають алергію.
Виморожування  килимових покриттів та меблів, тканинних іграшок, піддавання їх дії температур понад 50°C протягом 3-4 годин або менше -10°С при 12 годинах  або відмова від м'яких килимових покриттів та меблів є дієвими заходами профілактики алергії на побутовий пил.